# Buenos Aires 1977
Pour plus de détails, voir Fiche technique et Distribution.
Buenos Aires 1977, en argentin Crónica de una fuga, est un thriller argentin, tiré de faits réels, écrit et réalisé par Adrián Caetano, sorti en Argentine en 2006 et en juin 2007 en France.
Le film retrace l'histoire de l'Argentine durant la guerre sale des années 1970. Le film a été sélectionné au Festival international de cinéma argentin, et en sélection officielle au Festival de Cannes. Ce film est sorti en avant-première à Buenos Aires le 24 mars 2006, exactement 30 ans jour pour jour, après le coup d'état du 24 mars 1976.

## Synopsis
Un gardien de but d'une équipe locale de football, nommé Claudio Tamburrini est pris d'assaut chez lui par des hommes au service du pouvoir en place. Il est embarqué après avoir subi quelques questions. Il atterrit dans une maison isolée du monde extérieur. Là-bas, il subit des tortures. Sachant être innocent, il décide de ne pas donner de faux noms, comme son ami qui l'a dénoncé, alors qu'il n'avait rien fait. Il reste plusieurs mois dans cette maison, sans que son cas n'avance.
Un jour, avec son ami, Guillermo, et ses deux camarades de chambre, ils décident de s'enfuir. Ils échouent la première fois, mais sont terriblement décidés à ne vivre dans cet enfer constant, sans habit, subissant les insultes quotidiennes.
Alors qu'ils sont dans leur chambre, ils imaginent alors un plan pour s'évader à l'aide de leurs draps. Cette fois-ci, ils arrivent à s'échapper de la maison, mais les troupes militaires sont à leur recherche. Ils se séparent donc, et fuient le pays. Ils reprendront une vie normale, mais n'oublieront jamais cette expérience.
Après cette évasion, la maison est brulée, et les autres prisonniers sont emmenés dans des prisons, dans de meilleures conditions.

## Fiche technique
- Titre : Buenos Aires
- Titre original : Crónica de una fuga
- Réalisation : Adrián Caetano
- Scénario : Adrián Caetano et Esteban Student, d'après le roman de Claudio Tamburrini
- Production : Óscar Kramer et Hugo Sigman
- Image : Julián Apezteguia
- Montage : Alberto Ponce
- Musique : Iván Wyszogrod
- Casting : Javier Braier
- Costume : Natalia Alayon
- Décors : Lola Quirós
- Genre : Thriller dramatique
- Durée : 103 minutes
- Format : 1.85:1 - couleur - Dolby Digital
- Tourné en Argentine en espagnol
- Dates de sortie : 
  -  Argentine : 27 avril 2006
  -  France : 27 juin 2007
  -  États-Unis : 28 novembre 2007

## Distribution
- Rodrigo de la Serna : Claudio Tamburrini
- Pablo Echarri : Huguito
- Nazareno Casero : Guillermo Fernández
- Lautaro Delgado : El Gallego
- Matías Marmorato : El Vasco
- Martín Urruty : El Tano
- Diego Alonso : Lucas
- Leonardo Bargiga : Capitaine Almagro
- Luis Enrique Caetano : Chauffeur de Taxis
- Daniel Di Biase : Père de Gallego
- Guillermo Fernández : Juez
- Rito Fernández : Rito

## À propos du film
Le film retrace le coup d'État argentin du 24 mars 1976 qui a renversé le chef d'État Isabel Peron. La junte militaire interdit alors toutes alliances politiques, syndicats, et rétablit la censure, tandis que des escadrons de la mort (la Triple A) soutenus par le gouvernement terrorisaient la population. Le bilan des victimes de la guerre sale s'élève à environ 30 000 desaparecidos (disparus). Le scénario est inspiré du livre de Claudio Tamburrini : « Pase libre, la fuga de la mansion Seré ».
Slogan du film : 120 jours, 4 prisonniers, 1 seule chance de s'échapper

## Récompenses et distinctions
- 2006 : Sélection officielle au festival de Cannes